# 阿拉伯堡體育場
阿拉伯堡體育場（‎），有時被稱為埃及軍隊體育場（ستاد برج العرب）或亞歷山大埃爾吉什體育場（El Geish Stadium - Alexandria，‎），是一座位於埃及距離亞歷山大市25公里的阿姆雷亞（Amreya）的綜合體育場。目前是世界第九大足球場，也是埃及第二大體育場（僅次於新行政首都體育場）及非洲第三大體育場（僅次於約翰內斯堡的FNB體育場），可以容納86,000人 。場地設有一條跑道並配備了四個照明燈，只有一個看台有屋頂。

## 歷史

### 背景
阿拉伯堡體育場最初是作為埃及申辦2010年國際足總世界杯的五個國際標準足球場項目之一而委託建造。在埃及申辦世界杯失敗後，體育場成為埃及國家足球隊的主場，與開羅國際體育場並列。自2016年起，位於亞歷山大的索莫哈體育會也開始在該體育場進行主場比賽，而不再使用亞歷山大體育場；同時埃及幾支著名球隊阿赫利、伊蒂哈德、馬斯里及扎马莱克也因不同原因在此進行一些主場比賽。

### 開幕
阿拉伯堡體育場作為2009年國際足協U-20世界盃的主辦場地之一。在一次檢查埃及準備賽事的巡視中，國際足聯副總裁及檢查代表團團長傑克·華納（Jack Warner）表示：「這是一座奇妙的體育場。它是世界上最好的體育場之一。」，然而體育場在該賽事中僅舉辦一場比賽，即埃及與千里達及托巴哥的開幕戰，以及賽事開幕典禮。國際足聯主席塞普·布拉特在觀看開幕典禮的視覺和燈光秀時，表達他對阿拉伯堡「奇妙」體育場的喜悅。

## 可用服務
體育場為球員提供四間更衣室，每間均設有洗手間和淋浴設施。場內有32間餐廳和68個洗手間（共386個廁所；337個男廁，43個女廁，以及6個無障礙廁所）。25%的體育場設有空調。
體育場內設有一間為球員提供的酒店，擁有200張空調床位。酒店內設有會議廳、自助餐廳、餐廳、游泳池、健身房及電梯服務。此外酒店還有一座行政大樓和一個為體育場提供的住宿中心。體育場內設有一個長達6公里的內部道路網絡，能容納5000輛汽車的停車場，以及200輛巴士和一個可容納4架直升機的直升機降落區。

## 外部連結
- . worldstadia.com.   [2010年6月5日]. （原始内容存档于2012年3月6日）.
- 埃及體育場的照片 （页面存档备份，存于） 在 cafe.daum.net/stade （页面存档备份，存于）

30°59′51.44″N 29°43′23.71″E / 30.9976222°N 29.7232528°E